# Мале (Одеський район)
Ма́ле (у минулому — хутір Малий, Мале Фештерове (до 01.02.1945)) — село Дачненської сільської громади в Одеському районі Одеської області в Україні. Населення становить 59 осіб.
До 17 липня 2020 року було підпорядковане Роздільнянському району.
В Малому працює магазин та кафе. Навколо села знаходиться багато дачних об'єднань.
Поблизу села є два великих кар'єри.

## Історія

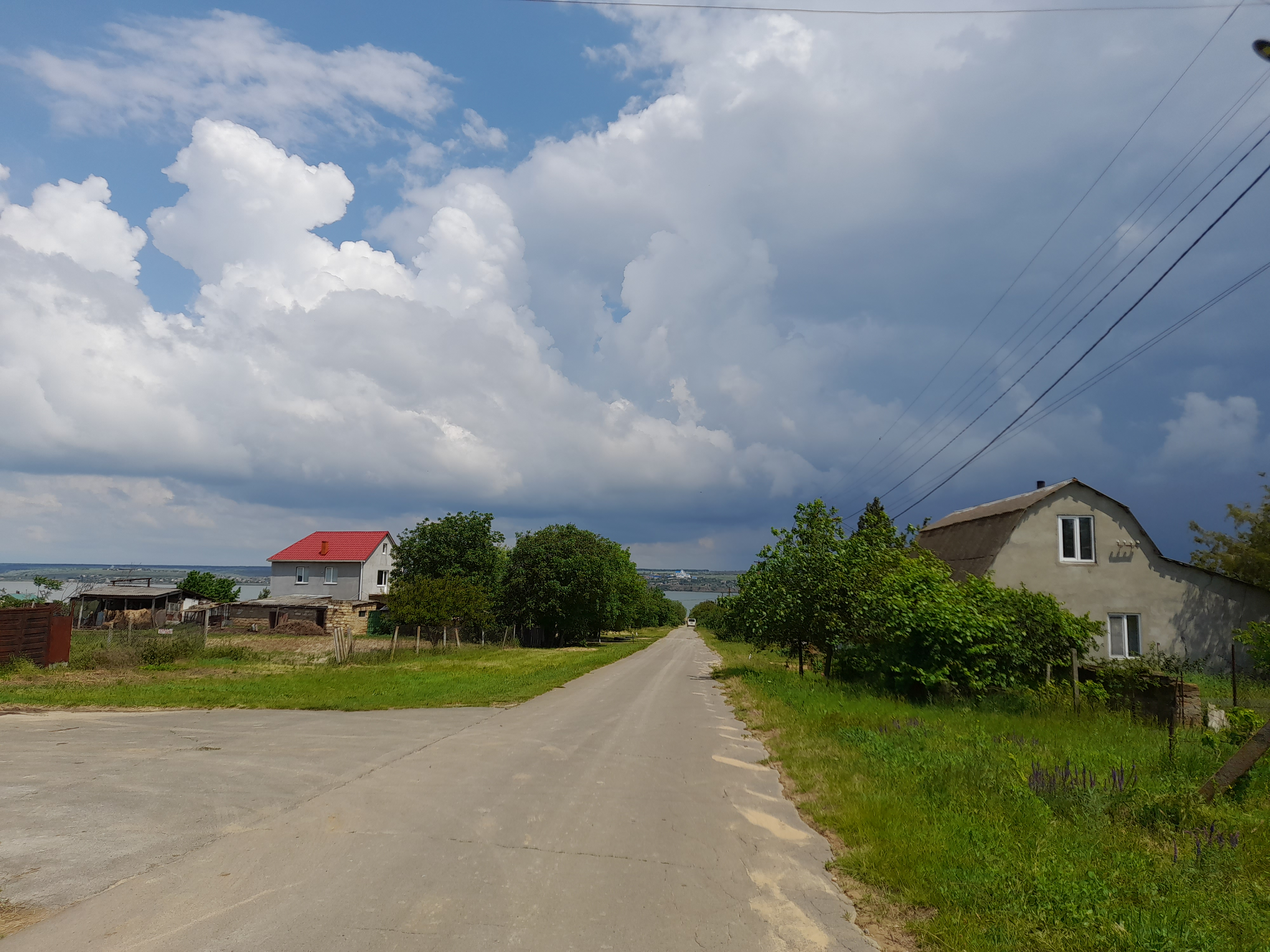
Центральна вулиця села

На 1916 рік на хуторі Мале Фестерове Куртівської волості Одеського повіту Херсонської губернії, мешкало 224 людини (102 чоловіка і 122 жінки).
Станом на 1 вересня 1946 року хутір Малий був частиною Уварівської сільської Ради, яка була у складі Біляївського району.
Поблизу села створено ботанічний заказник місцевого значення «Костянська балка».

## Відомі люди
- Є. Х. Ферстер (1756—1826) — російський командир епохи наполеонівських війн, генерал-лейтенант Російської імператорської армії.

## Населення
Згідно з переписом УРСР 1989 року чисельність наявного населення села становила 75 осіб, з яких 34 чоловіки та 41 жінка.
За переписом населення України 2001 року в селі мешкало 55 осіб.

### Мова
Розподіл населення за рідною мовою за даними перепису 2001 року:
| Мова       | Відсоток |
| ---------- | -------- |
| українська | 90,91 %  |
| російська  | 9,09 %   |